# Озимъя
Озимъя (устар. Озим-Я) — река в Берёзовском районе Ханты-Мансийского автономного округа. Устье реки находится в 82 км по правому берегу реки Ляпин. Длина реки составляет 15 км.

## Данные водного реестра
По данным государственного водного реестра России, относится к Нижнеобскому бассейновому округу, водохозяйственный участок реки — Северная Сосьва, речной подбассейн реки — Северная Сосьва. Речной бассейн реки — Нижняя Обь от впадения Иртыша.